# Nyanga (Tanzania)
Nyanga è una circoscrizione urbana (urban ward) della Tanzania situata nel distretto urbano di Bukoba, regione del Kagera. Conta una popolazione di 3 129 abitanti (censimento 2012).